# Šiš (rijeka)
Šiš (ruski: Шиш) — rijeka u zapadnom Sibiru u Rusiji, pritoka Irtiša. 
Šiš izvire u Vasjuganskih močvarama u središnjem dijelu Zapadnosibirske ravnice na istoku Omske oblasti. Nakon ušća desnog pritoka Velikog Kutisa rijeka nešto odstupa prema jugozapadu, ispod sela Atirka svoj put skreće na sjevero‑zapad i za neko vrijeme paralelno teče s glavnim koritom Irtiša. Šiš skreće oštro prema jugozapadu u blizini sela Tajga i spaja s Irtšem u blizini sela Ust-Šiš (Znamenskij rajon).
Duljina 378 km, površina porječja 5.270 km². Prosječni godišnji istjek mjereno na 149 km od ušća je 14,8 m³/s. Šiš smrzava krajem listopada – Početkom studenog, a otapa se u drugoj polovici travnja – prvoj polovici svibnja.
Pritoke Šiša brojne su, ali kratke. Najznačajnije od njih: Veliki Kutis, Mali Šiš, Imšegal, Kujary. Utok Šiša nalazi se na teritoriji Sedelnikovskog rajona Omske oblasti, ali većina njegovog korita leži unutar Tarskog (gornji i srednji tok) i Znamenskog (nizvodno) rajona. Iako važnijih gradova na rijeci nema, njezina dolina je gusto naseljena. Naseljena mjesta na rijeci: Petrovka Vasis, Mihajlovka, Kiks, Imšegal, Atirka, Tajga, Novojagidne, Ajlinka, Ust-Šiš, i drugi.